# (1419) Danzig
(1419) Danzig ist ein Asteroid des Hauptgürtels, der am 5. September 1929 vom deutschen Astronomen Karl Wilhelm Reinmuth in Heidelberg entdeckt wurde.
Der Name ist abgeleitet von der heute polnischen Hafenstadt Danzig.